# Хьюсен, Роберт
Роберт Хьюсен (англ. Robert H. Hewsen), или Хьюсенян (арм. Հյուսնյան; 20 мая 1934, Нью-Йорк, Нью-Йорк — 17 ноября 2018, Фресно, Калифорния) — американский учёный-кавказовед, специалист по изучению истории Армении и Кавказской Албании.

## Биография
Настоящая фамилия Хьюсенян. Окончил Мэрилендский университет, защитил диссертацию в Джорджтаунском университете (1967) под руководством Кирилла Туманова. В 1967—1999 годах преподавал в Университете Роуэна, почётный профессор этого университета. В дальнейшем выступал с лекциями по византийской, русской и армянской истории, как приглашённый профессор, в Колумбийском университете, Калифорнийском университете, Чикагском университете и других ведущих высших учебных заведениях США.
Итогом многолетней исследовательской работы Хьюсена стал выпущенный им «Исторический атлас Армении» изданный в 2001 году. Атлас включает 278 карт разделён на пять секций, каждая из которых открывается историческим введением и хронологической таблицей:
- Древняя Армения (англ. Ancient Armenia), до конца IV века (p. 20—81)
- Средневековая Армения (англ. Medieval Armenia), от конца IV века до 1478 года (смерть Узун-Хасана из династии Ак-Коюнлу) (p. 81—144)
- Новая Армения (англ. Early Modern Armenia), 1480—1877/78 (p. 145—176)
- Новейшая Армения (англ. Modern Armenia), 1878—1920 (p. 177—238)
- Современная Армения (англ. Contemporary Armenia), с 1920 года[7]

Майкл Стоун (Еврейский университет в Иерусалиме) называет эту работу самым лучшим и окончательным из когда-либо созданных исторических атласов Армении. Карты Хьюсена высоко оценивает Роберт Томсон (Оксфордский университет). Тео Мартен Ван Линт (Оксфордский университет) называет карты Хьюсена превосходными.
Хьюсен также подготовил карты Армении и Кавказа для «Тюбингенского атласа Ближнего Востока» (Wiesbaden: Dr. Ludwig Reichert Press, 1987—1991). Для того же издательства Хьюсен выполнил английский перевод древнего труда «Армянская География» Анании Ширакаци; им же написано предисловие к репринтному изданию оригинальных армянских текстов этой книги.

## Труды
- Robert H. Hewsenian, The Legend of Akhtamar (A Ballad) (pp. 64-66), The Armenian Review, VOLUME 12 , Number 2, Summer 1959
- Robert H. Hewsenian, The Autumn Glossary (pp. 90-93), The Armenian Review, VOLUME 13, Number 3, Autumn 1960
- Robert H. Hewsen. Ethno-history and the Armenian influence upon the Caucasian Albanians. Classical Armenian culture: Influence and creativity, Scholars press, Philadelphia, 1982
- Robert H. Hewsen. Science in Seventh-Century Armenia: Ananias of Širak, Isis, vol. 59, No. 1, (Spring, 1968), pp. 32-45. (англ.)
- Robert H. Hewsen. Anatolia and Historical Concepts // The California Institute for Ancient Studies (англ.)
- Robert H. Hewsen. «The Kingdom of Arc’ax» in Medieval Armenian Culture (University of Pennsylvania Armenian Texts and Studies). Thomas J. Samuelian and Michael E. Stone (eds.) Chico, California: Scholars Press, 1984
- The Geography of Ananias of Širak: Ašxarhacʻoycʻ, the Long and the Short Recensions / Ed. R.H. Hewsen. Reichert, 1992 (Beihefte zum Tübinger Atlas des Vorderen Orients (77)
- Hewsen Robert H.. Armenia: A Historical Atlas. — University of Chicago Press, 2001. — 341 p. — ISBN 0226332284, ISBN 9780226332284.